# Douzième district congressionnel du Texas
Le 12e district congressionnel du Texas se trouve dans la partie nord de l'État du Texas. En 2017, le 12e district comptait 806 551 habitants et avait un revenu médian de 67 703 $. Il comprend la moitié ouest du Comté de Tarrant, ainsi que la majeure partie du Comté de Parker. Le district comprend également la Texas Christian University. Des fragments du métroplex Dallas-Fort Worth sont inclus dans le district. Il est actuellement représenté par la Républicaine Kay Granger, élue pour la première fois en 1996.

## Historique de vote
| Année | Poste     | Résultats              |
| ----- | --------- | ---------------------- |
| 2000  | Président | Bush 59,0 % – 40,0 %   |
| 2004  | Président | Bush 67,0 % – 33,0 %   |
| 2008  | Président | McCain 63,0 % – 36,0 % |
| 2012  | Président | Romney 67,0 % – 32,0 % |
| 2016  | Président | Trump 62,0 % – 33,0 %  |
| 2020  | Président | Trump 60,0 % – 38,0 %  |

## Liste des Représentants du district
| Membre                          | Parti       | Années                             | Congrès     | Histoire électorale |
| ------------------------------- | ----------- | ---------------------------------- | ----------- | --- |
| District établit le 4 mars 1893 |             |                                    |             | |
| Thomas M. Paschal (en)          | Démocrate   | 4 mars 1893 - 3 mars 1895          | 53e         | Élu en 1892. |
| George H. Noonan (en)           | Républicain | 4 mars 1895 - 3 mars 1897          | 54e         | Élu en 1894. |
| James L. Slayden (en)           | Démocrate   | 4 mars 1897 - 3 mars 1903          | 55e - 57e   | Élu en 1896. Réélu en 1898. Réélu en 1900. Redécoupage vers le 14e district. |
| Oscar W. Gillespie (en)         | Démocrate   | 4 mars 1903 - 3 mars 1911          | 58e - 61e   | Élu en 1902. Réélu en 1904. Réélu en 1906. Réélu en 1908. |
| Oscar Callaway (en)             | Démocrate   | 4 mars 1911 - 3 mars 1917          | 62e - 64e   | Élu en 1910. Réélu en 1912. Réélu en 1914. |
| James C. Wilson (en)            | Démocrate   | 4 mars 1917 - 3 mars 1919          | 65e         | Élu en 1916. Réélu en 1918. Démissionne pour devenir Juge de District des États-Unis. |
| Vacant                          | Vacant      | 3 mars 1919 - 19 avril 1919        | 66e         | |
| Fritz G. Lanham (en)            | Démocrate   | 19 avril 1919 - 3 janvier 1947     | 66e - 79e   | Élu pour terminer le mandat de Wilson. Réélu en 1920. Réélu en 1922. Réélu en 1924. Réélu en 1926. Réélu en 1928. Réélu en 1930. Réélu en 1932. Réélu en 1934. Réélu en 1936. Réélu en 1938. Réélu en 1940. Réélu en 1942. Réélu en 1944.                                                |
| Wingate H. Lucas (en)           | Démocrate   | 3 janvier 1947 - 3 janvier 1955    | 80e - 83e   | Élu en 1946. Réélu en 1948. Réélu en 1950. Réélu en 1952. |
| Jim Wright                      | Démocrate   | 3 janvier 1955 - 30 juin 1989      | 84e - 103e  | Élu en 1954. Réélu en 1956. Réélu en 1958. Réélu en 1960. Réélu en 1962. Réélu en 1964. Réélu en 1966. Réélu en 1968. Réélu en 1970. Réélu en 1972. Réélu en 1974. Réélu en 1976. Réélu en 1978. Réélu en 1980. Réélu en 1982. Réélu en 1984. Réélu en 1986. Réélu en 1988. Démissionne. |
| Vacant                          | Vacant      | 30 juin 1989 - 12 septembre 1989   | 101e        | |
| Pete Geren (en)                 | Démocrate   | 12 septembre 1989 - 3 janvier 1997 | 104e - 104e | Élu pour terminer le mandat de Wright. Réélu en 1990. Réélu en 1992. Réélu en 1994. Retrait. |
| Kay Granger                     | Républicain | 3 janvier 1997 - 3 janvier 2025    | 105e - 118e | Élue en 1996. Réélue en 1998. Réélue en 2000. Réélue en 2002. Réélue en 2004. Réélue en 2006. Réélue en 2008. Réélue en 2010. Réélue en 2012. Réélue en 2014. Réélue en 2016. Réélue en 2018. Réélue en 2020. Réélue en 2022. Retrait.                                                   |
| Craig Goldman                   | Républicain | 3 janvier 2025 -                   | 119e        | Élu en 2025. |

## Résultats des récentes élections
Voici les résultats des dix précédents cycles électoraux dans le district.

## Frontières historiques du district

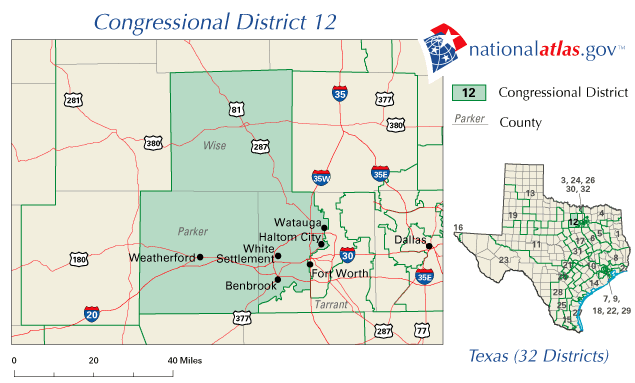
2007 - 2013

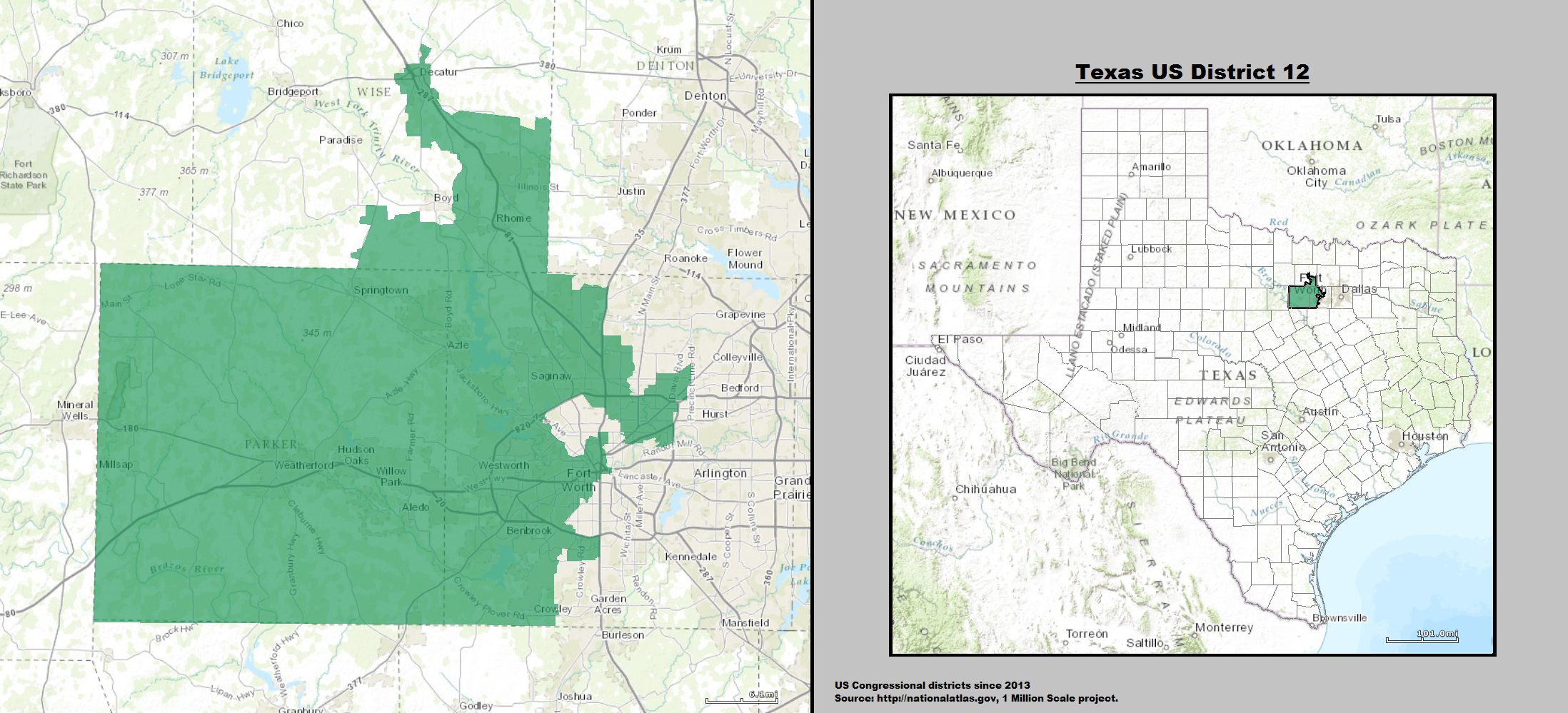
2013 - 2023

### 2004
| Élection de 2004 du 11e district congressionnel du Texas | Élection de 2004 du 11e district congressionnel du Texas | Élection de 2004 du 11e district congressionnel du Texas | Élection de 2004 du 11e district congressionnel du Texas | Élection de 2004 du 11e district congressionnel du Texas |
| -------------------------------------------------------- | -------------------------------------------------------- | -------------------------------------------------------- | -------------------------------------------------------- | -------------------------------------------------------- |
| Parti                                                    | Parti                                                    | Candidat                                                 | Votes                                                    | %                                                        |
|                                                          | Républicain                                              | Kay Granger (sortante)                                   | 173 222                                                  | 72,3                                                     |
|                                                          | Démocrate                                                | Felix Alvarado                                           | 66 316                                                   | 27,7                                                     |
| Total des votes                                          | Total des votes                                          | Total des votes                                          | 239 538                                                  | 100 %                                                    |
|                                                          | Les Républicains conservent                              |                                                          |                                                          |                                                          |

### 2006
| Élection de 2002 du 11e district congressionnel du Texas | Élection de 2002 du 11e district congressionnel du Texas | Élection de 2002 du 11e district congressionnel du Texas | Élection de 2002 du 11e district congressionnel du Texas | Élection de 2002 du 11e district congressionnel du Texas |
| -------------------------------------------------------- | -------------------------------------------------------- | -------------------------------------------------------- | -------------------------------------------------------- | -------------------------------------------------------- |
| Parti                                                    | Parti                                                    | Candidat                                                 | Votes                                                    | %                                                        |
|                                                          | Républicain                                              | Kay Granger (sortante)                                   | 98 371                                                   | 66,9                                                     |
|                                                          | Démocrate                                                | John Morris                                              | 45 676                                                   | 31,1                                                     |
|                                                          | Libertarien                                              | Gardner Osbourne                                         | 2 888                                                    | 2,0                                                      |
| Total des votes                                          | Total des votes                                          | Total des votes                                          | 146 935                                                  | 100 %                                                    |
|                                                          | Les Républicains conservent                              |                                                          |                                                          |                                                          |

### 2008
| Élection de 2008 du 11e district congressionnel du Texas | Élection de 2008 du 11e district congressionnel du Texas | Élection de 2008 du 11e district congressionnel du Texas | Élection de 2008 du 11e district congressionnel du Texas | Élection de 2008 du 11e district congressionnel du Texas |
| -------------------------------------------------------- | -------------------------------------------------------- | -------------------------------------------------------- | -------------------------------------------------------- | -------------------------------------------------------- |
| Parti                                                    | Parti                                                    | Candidat                                                 | Votes                                                    | %                                                        |
|                                                          | Républicain                                              | Kay Granger (sortante)                                   | 181 662                                                  | 67,6                                                     |
|                                                          | Démocrate                                                | Tracey Smith                                             | 82 250                                                   | 30,6                                                     |
|                                                          | Libertarien                                              | Shiloh Sidney Shambaugh                                  | 4 842                                                    | 1,8                                                      |
| Total des votes                                          | Total des votes                                          | Total des votes                                          | 268 754                                                  | 100 %                                                    |
|                                                          | Les Républicains conservent                              |                                                          |                                                          |                                                          |

### 2010
| Élection de 2010 du 11e district congressionnel du Texas | Élection de 2010 du 11e district congressionnel du Texas | Élection de 2010 du 11e district congressionnel du Texas | Élection de 2010 du 11e district congressionnel du Texas | Élection de 2010 du 11e district congressionnel du Texas |
| -------------------------------------------------------- | -------------------------------------------------------- | -------------------------------------------------------- | -------------------------------------------------------- | -------------------------------------------------------- |
| Parti                                                    | Parti                                                    | Candidat                                                 | Votes                                                    | %                                                        |
|                                                          | Républicain                                              | Kay Granger (sortante)                                   | 109 882                                                  | 71,9                                                     |
|                                                          | Démocrate                                                | Tracey Smith                                             | 38 434                                                   | 25,1                                                     |
|                                                          | Libertarien                                              | Matthew Solodow                                          | 4 601                                                    | 3,0                                                      |
| Total des votes                                          | Total des votes                                          | Total des votes                                          | 152 917                                                  | 100 %                                                    |
|                                                          | Les Républicains conservent                              |                                                          |                                                          |                                                          |

### 2012
| Élection de 2012 du 11e district congressionnel du Texas | Élection de 2012 du 11e district congressionnel du Texas | Élection de 2012 du 11e district congressionnel du Texas | Élection de 2012 du 11e district congressionnel du Texas | Élection de 2012 du 11e district congressionnel du Texas |
| -------------------------------------------------------- | -------------------------------------------------------- | -------------------------------------------------------- | -------------------------------------------------------- | -------------------------------------------------------- |
| Parti                                                    | Parti                                                    | Candidat                                                 | Votes                                                    | %                                                        |
|                                                          | Républicain                                              | Kay Granger (sortante)                                   | 175 649                                                  | 70,9                                                     |
|                                                          | Démocrate                                                | Dave Robinson                                            | 66 080                                                   | 26,7                                                     |
|                                                          | Libertarien                                              | Matthew Solodow                                          | 5 983                                                    | 2,4                                                      |
| Total des votes                                          | Total des votes                                          | Total des votes                                          | 247 712                                                  | 100 %                                                    |
|                                                          | Les Républicains conservent                              |                                                          |                                                          |                                                          |

### 2014
| Élection de 2014 du 11e district congressionnel du Texas | Élection de 2014 du 11e district congressionnel du Texas | Élection de 2014 du 11e district congressionnel du Texas | Élection de 2014 du 11e district congressionnel du Texas | Élection de 2014 du 11e district congressionnel du Texas |
| -------------------------------------------------------- | -------------------------------------------------------- | -------------------------------------------------------- | -------------------------------------------------------- | -------------------------------------------------------- |
| Parti                                                    | Parti                                                    | Candidat                                                 | Votes                                                    | %                                                        |
|                                                          | Républicain                                              | Kay Granger (sortante)                                   | 113 186                                                  | 71,3                                                     |
|                                                          | Démocrate                                                | Mark Greene                                              | 41 757                                                   | 26,3                                                     |
|                                                          | Libertarien                                              | Ed Colliver                                              | 3 787                                                    | 2,4                                                      |
| Total des votes                                          | Total des votes                                          | Total des votes                                          | 158 730                                                  | 100 %                                                    |
|                                                          | Les Républicains conservent                              |                                                          |                                                          |                                                          |

### 2016
| Élection de 2016 du 11e district congressionnel du Texas | Élection de 2016 du 11e district congressionnel du Texas | Élection de 2016 du 11e district congressionnel du Texas | Élection de 2016 du 11e district congressionnel du Texas | Élection de 2016 du 11e district congressionnel du Texas |
| -------------------------------------------------------- | -------------------------------------------------------- | -------------------------------------------------------- | -------------------------------------------------------- | -------------------------------------------------------- |
| Parti                                                    | Parti                                                    | Candidat                                                 | Votes                                                    | %                                                        |
|                                                          | Républicain                                              | Kay Granger (sortante)                                   | 196 482                                                  | 69,4                                                     |
|                                                          | Démocrate                                                | Bill Bradshaw                                            | 76 029                                                   | 26,9                                                     |
|                                                          | Libertarien                                              | Ed Colliver                                              | 10 164                                                   | 3,7                                                      |
| Total des votes                                          | Total des votes                                          | Total des votes                                          | 283 115                                                  | 100 %                                                    |
|                                                          | Les Républicains conservent                              |                                                          |                                                          |                                                          |

### 2018
| Élection de 2018 du 11e district congressionnel du Texas | Élection de 2018 du 11e district congressionnel du Texas | Élection de 2018 du 11e district congressionnel du Texas | Élection de 2018 du 11e district congressionnel du Texas | Élection de 2018 du 11e district congressionnel du Texas |
| -------------------------------------------------------- | -------------------------------------------------------- | -------------------------------------------------------- | -------------------------------------------------------- | -------------------------------------------------------- |
| Parti                                                    | Parti                                                    | Candidat                                                 | Votes                                                    | %                                                        |
|                                                          | Républicain                                              | Kay Granger (sortante)                                   | 172 557                                                  | 64,3                                                     |
|                                                          | Démocrate                                                | Vanessa Adia                                             | 90 994                                                   | 33,9                                                     |
|                                                          | Libertarien                                              | Jacob Leddy                                              | 4 940                                                    | 1,8                                                      |
| Total des votes                                          | Total des votes                                          | Total des votes                                          | 268 491                                                  | 100 %                                                    |
|                                                          | Les Républicains conservent                              |                                                          |                                                          |                                                          |

### 2020
| Élection de 2020 du 11e district congressionnel du Texas | Élection de 2020 du 11e district congressionnel du Texas | Élection de 2020 du 11e district congressionnel du Texas | Élection de 2020 du 11e district congressionnel du Texas | Élection de 2020 du 11e district congressionnel du Texas |
| -------------------------------------------------------- | -------------------------------------------------------- | -------------------------------------------------------- | -------------------------------------------------------- | -------------------------------------------------------- |
| Parti                                                    | Parti                                                    | Candidat                                                 | Votes                                                    | %                                                        |
|                                                          | Républicain                                              | Kay Granger (sortante)                                   | 233 853                                                  | 63,7                                                     |
|                                                          | Démocrate                                                | Lisa Welch                                               | 121 250                                                  | 33,0                                                     |
|                                                          | Libertarien                                              | Trey Holcomb                                             | 11 918                                                   | 3,2                                                      |
| Total des votes                                          | Total des votes                                          | Total des votes                                          | 367 021                                                  | 100 %                                                    |
|                                                          | Les Républicains conservent                              |                                                          |                                                          |                                                          |

### 2022
| Primaire Républicaine de 2022 du 11e district congressionnel du Texas | Primaire Républicaine de 2022 du 11e district congressionnel du Texas | Primaire Républicaine de 2022 du 11e district congressionnel du Texas | Primaire Républicaine de 2022 du 11e district congressionnel du Texas | Primaire Républicaine de 2022 du 11e district congressionnel du Texas |
| --------------------------------------------------------------------- | --------------------------------------------------------------------- | --------------------------------------------------------------------- | --------------------------------------------------------------------- | --------------------------------------------------------------------- |
| Parti                                                                 | Parti                                                                 | Candidat                                                              | Votes                                                                 | %                                                                     |
|                                                                       | Républicain                                                           | Kay Granger (sortante)                                                | 46 779                                                                | 75,2                                                                  |
|                                                                       | Républicain                                                           | Ryan Catala                                                           | 8 759                                                                 | 14,1                                                                  |
|                                                                       | Républicain                                                           | Alysia Rieg                                                           | 6 662                                                                 | 10,7                                                                  |

| Primaire Démocrate de 2022 du 11e district congressionnel du Texas | Primaire Démocrate de 2022 du 11e district congressionnel du Texas | Primaire Démocrate de 2022 du 11e district congressionnel du Texas | Primaire Démocrate de 2022 du 11e district congressionnel du Texas | Primaire Démocrate de 2022 du 11e district congressionnel du Texas |
| ------------------------------------------------------------------ | ------------------------------------------------------------------ | ------------------------------------------------------------------ | ------------------------------------------------------------------ | ------------------------------------------------------------------ |
| Parti                                                              | Parti                                                              | Candidat                                                           | Votes                                                              | %                                                                  |
|                                                                    | Démocrate                                                          | Trey Hunt                                                          | 20 561                                                             | 100 %                                                              |

| Élection de 2022 du 11e district congressionnel du Texas | Élection de 2022 du 11e district congressionnel du Texas | Élection de 2022 du 11e district congressionnel du Texas | Élection de 2022 du 11e district congressionnel du Texas | Élection de 2022 du 11e district congressionnel du Texas |
| -------------------------------------------------------- | -------------------------------------------------------- | -------------------------------------------------------- | -------------------------------------------------------- | -------------------------------------------------------- |
| Parti                                                    | Parti                                                    | Candidat                                                 | Votes                                                    | %                                                        |
|                                                          | Républicain                                              | Kay Granger (sortante)                                   | 152 953                                                  | 64,3                                                     |
|                                                          | Démocrate                                                | Trey Hunt                                                | 85 026                                                   | 35,7                                                     |
| Total des votes                                          | Total des votes                                          | Total des votes                                          | 237 979                                                  | 100 %                                                    |
|                                                          | Les Républicains conservent                              |                                                          |                                                          |                                                          |

### 2024
| Primaire Républicaine de 2024 du 11e district congressionnel du Texas | Primaire Républicaine de 2024 du 11e district congressionnel du Texas | Primaire Républicaine de 2024 du 11e district congressionnel du Texas | Primaire Républicaine de 2024 du 11e district congressionnel du Texas | Primaire Républicaine de 2024 du 11e district congressionnel du Texas |
| --------------------------------------------------------------------- | --------------------------------------------------------------------- | --------------------------------------------------------------------- | --------------------------------------------------------------------- | --------------------------------------------------------------------- |
| Parti                                                                 | Parti                                                                 | Candidat                                                              | Votes                                                                 | %                                                                     |
|                                                                       | Républicain                                                           | Craig Goldman                                                         | 31 568                                                                | 44,4                                                                  |
|                                                                       | Républicain                                                           | John O'Shea                                                           | 18 757                                                                | 26,4                                                                  |
|                                                                       | Républicain                                                           | Clint Dorris                                                          | 10 591                                                                | 14,9                                                                  |
|                                                                       | Républicain                                                           | Shellie Gardner                                                       | 5 373                                                                 | 7,5                                                                   |

| Second Tour de la Primaire Républicaine de 2024 du 11e district congressionnel du Texas | Second Tour de la Primaire Républicaine de 2024 du 11e district congressionnel du Texas | Second Tour de la Primaire Républicaine de 2024 du 11e district congressionnel du Texas | Second Tour de la Primaire Républicaine de 2024 du 11e district congressionnel du Texas | Second Tour de la Primaire Républicaine de 2024 du 11e district congressionnel du Texas |
| --------------------------------------------------------------------------------------- | --------------------------------------------------------------------------------------- | --------------------------------------------------------------------------------------- | --------------------------------------------------------------------------------------- | --------------------------------------------------------------------------------------- |
| Parti                                                                                   | Parti                                                                                   | Candidat                                                                                | Votes                                                                                   | %                                                                                       |
|                                                                                         | Républicain                                                                             | Craig Goldman                                                                           | 16 787                                                                                  | 62,9                                                                                    |
|                                                                                         | Républicain                                                                             | John O'Shea                                                                             | 9 903                                                                                   | 37,1                                                                                    |

| Primaire Démocrate de 2024 du 11e district congressionnel du Texas | Primaire Démocrate de 2024 du 11e district congressionnel du Texas | Primaire Démocrate de 2024 du 11e district congressionnel du Texas | Primaire Démocrate de 2024 du 11e district congressionnel du Texas | Primaire Démocrate de 2024 du 11e district congressionnel du Texas |
| ------------------------------------------------------------------ | ------------------------------------------------------------------ | ------------------------------------------------------------------ | ------------------------------------------------------------------ | ------------------------------------------------------------------ |
| Parti                                                              | Parti                                                              | Candidat                                                           | Votes                                                              | %                                                                  |
|                                                                    | Démocrate                                                          | Trey Hunt                                                          | 11 935                                                             | 58,0                                                               |
|                                                                    | Démocrate                                                          | Sebastian Gehrig                                                   | 8 638                                                              | 42,0                                                               |

| Élection de 2024 du 11e district congressionnel du Texas | Élection de 2024 du 11e district congressionnel du Texas | Élection de 2024 du 11e district congressionnel du Texas | Élection de 2024 du 11e district congressionnel du Texas | Élection de 2024 du 11e district congressionnel du Texas |
| -------------------------------------------------------- | -------------------------------------------------------- | -------------------------------------------------------- | -------------------------------------------------------- | -------------------------------------------------------- |
| Parti                                                    | Parti                                                    | Candidat                                                 | Votes                                                    | %                                                        |
|                                                          | Républicain                                              | Craig Goldman                                            | 215 112                                                  | 63,5                                                     |
|                                                          | Démocrate                                                | Trey Hunt                                                | 123 666                                                  | 36,5                                                     |
| Total des votes                                          | Total des votes                                          | Total des votes                                          | 338 778                                                  | 100 %                                                    |
|                                                          | Les Républicains 'conservent                             |                                                          |                                                          |                                                          |